# Ostforschung
Ostforschung (pol. Badania wschodnie) – interdyscyplinarny nurt naukowy łączący metody naukowe, wywiadowcze oraz praktyczne cele polityczne Niemiec związane z niemiecką ekspansją w Europie wschodniej. Nazwa używana w Niemczech od XVIII wieku do opisania ogółu badań na terenach wschodnich Niemiec, od XIX wieku także Europy środkowej. Nazwa obejmowała instytucje naukowo-badawcze oraz organizacje zajmujące się studiowaniem problemów państw położonych na wschód od Niemiec w Europie środkowej oraz wschodniej.

## Historia

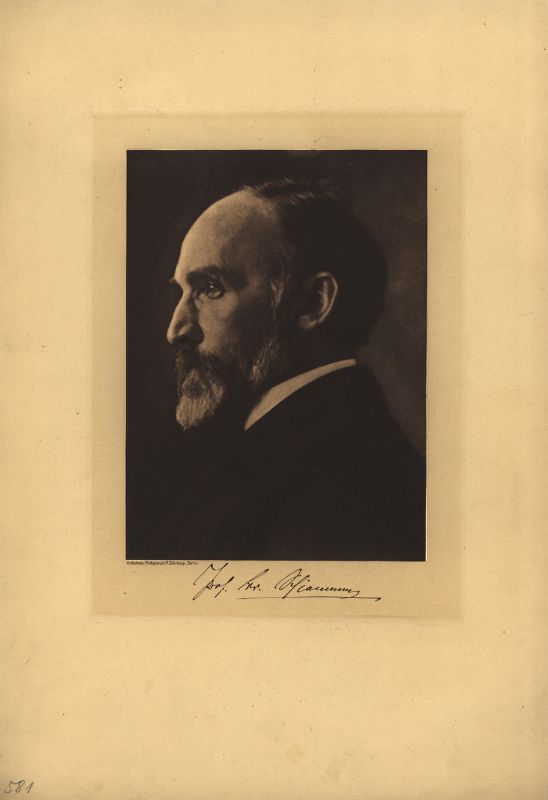
Twórca nurtu Ostforschung Theodor Schiemann (Heliograwiura Rudolfa Dührkoopa)

Pierwszą placówką naukową prowadzącą działalność w duchu Ostforschung była założona w 1892 roku katedra historii Europy wschodniej pod kierownictwem Theodora Schiemanna, który był wykładowcą akademii wojskowej oraz zaufanym doradcą Wilhelma II. Przypisuje mu się sformułowanie koncepcji niemieckiej polityki wschodnioeuropejskiej. Kolejny ośrodek – Deutsche Gesellschaft zum Studium Russlands – założono w roku 1913 w setną rocznicę „bitwy narodów” pod Lipskiem. Po wojnie instytucja ta stała się jedną z centralnych organizacji Ostforschung.
W styczniu 1932 roku w tajnym niemieckim archiwum w Berlinie-Dahlem Albert Brackmann założył organizację Publikationsstelle, której głównym celem było dostarczanie naukowcom niemieckim materiałów dotyczących problemów wschodnich. Po przejęciu władzy w Niemczech przez narodowych socjalistów Ostforschung stał się częścią polityki zagranicznej rządu III Rzeszy. Dnia 19 grudnia 1933 roku naziści powołali do życia kolejną tajną organizację mającą zajmować się problematyką wschodu – Nord und Ostdeutsche Forschungemeinschaft (pol. Północno-Wschodnia Wspólnota Badawcza). Na czele organizacji stanął Albert Brackmann, a jego współpracownikami byli prof. Walther Recke z Gdańska oraz prof. Theodor Oberländer. Zadaniem tej instytucji było dostarczanie niemieckim naukowcom materiałów zgodnych z nazistowską propagandą dotyczących problemów wschodnich. Przygotowywała ona także materiały propagandowe dla szkół, ministerstwa spraw wewnętrznych i organizacji, takich jak Bund Deutscher Osten czy Ahnenerbe. Organizacja koordynowała oraz finansowała także publikacje, instytucje oraz naukowców skupionych w Ostforschung. Zajmowała się również kontrolą oraz ustalała programy badawcze dla instytutów naukowych we Wrocławiu, Gdańsku i Królewcu. Nordostdeutsche Forschungemeinschaft finansowała również towarzystwa naukowe w Polsce i Czechosłowacji oraz wydawane przez nie wydawnictwa poświęcone tym krajom. W Polsce były to serie wydawnicze: „Ostdeutsche Heimatbucher”, „Deutsche Gaue im Osten”, „Ostdeutsche Heimathefte”.
W roku 1937 w miejscowości Wannsee koło Berlina został utworzony przez Reichsführera SS Heinricha Himmlera Instytut Badań Naukowych nad Związkiem Radzieckim, zwany od lokalizacji Instytutem Wschodnim Wannsee. To właśnie w jego siedzibie dnia 20 I 1942 roku na tzw. konferencji Wannsee zapadła decyzja o „rozwiązaniu kwestii żydowskiej”, zapowiadająca masową zagładę Żydów we wschodniej Europie. Naukowcy z kręgów Ostforschung zajmowali się opracowaniem logistyki oraz podbudowy naukowej rozwiązania tego problemu.
Po kampanii wrześniowej naziści zorganizowali na terenie okupowanej Polski szereg nowych placówek Ostforschung dedykowanych Polsce. Dnia 20 kwietnia 1940 roku w Krakowie Generalny Gubernator Hans Frank powołał Institut fur Deutsche Ostarbeit pol. Instytut Niemieckiej Pracy na Wschodzie, której celem było ugruntowanie niemieckiej obecności na terenie okupowanej Polski tzw. „zabezpieczenia niemieckiego obszaru wschodniego”. W 1941 roku w okupowanym Poznaniu Niemcy utworzyli Reichsuniversitat – Posen oraz związane z nim instytuty Ostforschung, takie jak: Reichsstiftung für Deutsche Ostforschung pol. Fundacja Rzeszy dla Niemieckich Badań Wschodnich, Institut für Polenforschung pol. Instytut Badania Polski, Institut fur Ostsiedlung pol. Instytut Osadnictwa na Wschodzie, Institut fur Ostrechtforschung pol. Instytut Badania Prawa Wschodniego oraz Landeskundliche Forschungsstelle für den Reichsgau Wartheland pol. Ośrodek Badań Krajoznawczych Kraju Warty.
Po zakończeniu wojny nastąpiła rekonstrukcja nurtu Ostforschung w Zachodnich Niemczech, której głównym teoretykiem był niemiecki historyk Albert Brackmann. W okresie tym powołano szereg nowych instytucji, takich jak Göttinger Arbeitskreis, Osteuropa-Institut München oraz inne instytucje koordynowane przez Komitet Koordynacyjny Niemieckich Instytutów Wschodnich (niem. Koordinationsausschuss der deutschen Ost-Institute) z siedzibą w Kolonii.

## Zadania Ostforschung
Instytuty Ostforschung wszechstronnie badały wschód z punktu widzenia interesów Niemiec w tym rejonie. W kompleksowych badaniach wschodnich brali udział historycy, socjologowie, prawnicy, ekonomiści, geografowie, językoznawcy, religioznawcy, antropolodzy i psychologowie. Generalnie nurt ten miał uzasadniać naukowo przynależność terenów Europy środkowej, a szczególnie pogranicza polsko-niemieckiego oraz czesko-niemieckiego do Niemiec. Nurt ten stał się orężem propagandowym niemieckich nacjonalistów kwestionujących polską państwowość oraz przynależność historyczną ziem należących do Polski. Ostforschung był agresywnie antypolski i rzutował na całość stosunków polsko-niemieckich, wywołując w nich szereg napięć, ponieważ uzasadniał niemieckie roszczenia terytorialne wobec Polski.
Nurt był wykorzystywany politycznie przez rząd niemiecki w celu kwestionowania granic II Rzeczypospolitej. Przykładem może być narada przedstawicieli ministerstwa spraw wewnętrznych Niemiec z lipskimi naukowcami, jaka odbyła się latem 1927 roku. Na pytanie, czy praca lipskiej grupy naukowców skupionych w ramach „Ostforschung” ma mieć charakter naukowy czy propagandowy, urzędnik ministerstwa zalecał: „Należy na naukowej bazie wykazać możliwie szybko i drastycznie krwawiącą granicę wschodnią”. Po dojściu Hitlera do władzy dorobek naukowy tego nurtu stanowił bazę do licznych akcji propagandowych i germanizacyjnych, podejmowanych w Niemczech przeciwko narodom słowiańskim, głównie Czechom i Polakom. M.in. Ostforschung był bardzo często wykorzystywany przez następczynię Hakaty, nazistowską organizację Bund Deutscher Osten, kierowaną przez Theodora Oberländera. Instytucje związane z Ostforschung zajmowały się logistyką, udzielając również konsultacji oraz dokonując analiz dla niemieckiego sztabu generalnego w sprawach związanych z planowaniem wojny oraz okupacją.
Ostforschung stał się także nazwą interdyscyplinarnej organizacji założonej w nazistowskich Niemczech na krótko przed wojną przez Alberta Brackmanna oraz liczne grono niemieckich historyków i antropologów, mającą na celu koordynację niemieckich badań Europy wschodniej ze szczególnym uwzględnieniem II Rzeczypospolitej. Badania prowadzone zarówno przez „Ostforschung”, jak również Ahnenerbe, miały za zadanie udowodnić naukowo przynależność etniczną i historyczną ziem polskich do III Rzeszy.

## Ideologia Ostforschung
Ideologia Ostforschung opierała się na założeniu o wyższości cywilizacyjnej Niemców nad Słowianami. Utożsamiała ona przy tym obywateli Niemiec z plemionami germańskimi – Germanami. Głosiła pangermanizm z zaznaczoną wiodącą rolą Niemiec, z jednoczesnym wrogim nastawieniem wobec Słowian, tzw. antyslawizmem. Wysuwała propagandowe hasło o tzw. „niemieckiej misji na Wschodzie”, polegającej na cywilizowaniu Słowian. Ostforschung kierowanie się imperialnymi interesami Niemiec uzasadniał tezą o cywilizacyjnej, kulturalnej i gospodarczej misji Niemców na wschodzie, jednocześnie deprecjonując kulturę i osiągnięcia narodów tam mieszkających. Czechów, Polaków przedstawiał jako część ludów germańskich, które w wyniku barbarzyńskich najazdów ze wschodu uległy slawicyzacji, kwestionował przy tym ich odrębność oraz zdolność do samostanowienia. Ostforschung głosił również hasła rewizjonistyczne – „powrotu ziem utraconych [na rzecz Polski oraz Czechosłowacji]” w wyniku traktatu wersalskiego z 28 czerwca 1919 roku, podpisanego po zakończeniu I wojny światowej, oraz konferencji jałtańskiej, podpisanej po zakończeniu II wojny światowej. Po zagarnięciu terenów Czech oraz Polski w pierwszym stadium II wojny światowej Ostforschung zajął się podbudową ideologiczną programów germanizacyjnych przeprowadzanych przez nazistów na ziemiach okupowanych przez III Rzeszę.

## Instytucje Ostforschung
- Deutsche Gesellschaft zum Studium Russlands założona w roku 1913,
- Osteuropa-Institut Breslau (pol. Instytut Europy Wschodniej we Wrocławiu) utworzony w roku 1918 i kierowany przez Hansa Kocha[13],
- Instytut Gospodarki Wschodnioeuropejskiej (niem. Institut für Osteuropäische Wirtschaft) utworzony w 1916 roku w Królewcu kierowany przez Theodora Oberländera,
- Instytut Ziem Wschodnich w Gdańsku.

## Naukowcy skupieni w Ostforschung
- Theodor Schiemann – uznawany za jednego z ważniejszych twórców nurtu Ostforschung,
- Theodor Oberländer – Reichsleiter Bund Deutscher Osten w latach 1933-1937,
- Albert Brackmann – niemiecki historyk,
- Walther Wüst(inne języki) – niemiecki indoeuropeistyk, prezydent nazistowskiej organizacji badawczej Ahnenerbe,
- Günther Lutz(inne języki) – niemiecki filozof, członek nazistowskiej organizacji badawczej Ahnenerbe,
- Hans Koch (1894–1959) – szef Osteuropa-Institut Breslau,
- Hermann Aubin (1885–1969) – profesor uniwersytetu wrocławskiego,
- Johannes Papritz(inne języki) (1898–1992) – dyrektor Tajnego Archiwum Państwowego w Berlin-Dahlem[6],
- Gotthold Rhode (1916–1990) – czołowy historyk Polski w RFN, protegowany Hermanna Aubina, promotor pracy Stanisława Potrzebowskiego o Zadrudze jako polskim volkizmie; w czasie II wojny światowej członek NSDAP i pracownik Osteuropa-Institut Breslau.

## Czasopisma w duchu Ostforschung
Problematyką tą zajmowało się niemieckie czasopismo naukowe „Zeitschrift für Ostforschung” zmienione później na „Zeitschrift für Ostmitteleuropa-Forschung”.